# 二本松義繼
二本松義繼／畠山義繼（1552年—1585年）為日本戰國時代到安土桃山時代的武將、大名，二本松畠山氏第9代當主。陸奧國安達郡二本松城主。

## 生平
天文21年（1552年）出生，為二本松畠山氏第8代當主義國的嫡子，名字中的「義」字認為是取自足利義昭。
天正8年（1580年）父親義國死後繼任家督。天正13年（1585年），伊達政宗和岳父田村清顯聯手進攻大內定綱，和定綱有著姻親關係的義繼也受到政宗的攻擊（定綱之女嫁予嫡子義綱）。義繼向政宗提出降伏的請求，但政宗不答應，要求除了二本松附近的少許土地外，其他領地全部沒收，使義繼陷入連大名地位都無法保住的情況。
這個條件在政宗隱居的父親輝宗及一族的伊達成實等人的斡旋下有所緩和。但深深痛恨政宗的義繼在同年10月8日，趁著到宮森城拜訪輝宗時，將其挾持並帶往二本松城。途中在高田原被政宗追上，連同輝宗一起被射殺（粟之巢之變），享年34歲。也有一種說法是政宗追上時，輝宗和義繼互刺而同歸於盡。
義繼的遺體遭到政宗肢解，並施加了許多殘忍的刑罰。這個事件的後續還引發了人取橋之戰。